# Djamel-Eddine Habibi
Pour les articles homonymes, voir Habibi.
 (février 2016).
Si vous disposez d'ouvrages ou d'articles de référence ou si vous connaissez des sites web de qualité traitant du thème abordé ici, merci de compléter l'article en donnant les références utiles à sa vérifiabilité et en les liant à la section « Notes et références ».
Djamal-Eddine Habibi est un homme politique algérien né à Mascara le 13 décembre 1944 et mort le 28 décembre 2011 à Oran. 
Il est issu d'une famille de paysans (Beni-Chougrane); d'autres sources disent qu'il descend d'une famille de Chorfas, d'origine andalouse, descendant de Sidi Dahou ben Zerfa. Son père: Si Miloud, fut un des tout premiers militants du mouvement réformiste algérien des Oulémas en 1936 et du PPA-MTLD (Mouvement pour le Triomphe des Libertés Démocratiques) en 1937. Il en devint le premier responsable dans la région.

## Biographie
Membre de l'ALN algérien de 1959 à 1962, Habibi Djamal Eddine s'opposa à Ben Bella en 1964 et dut s'exiler en France. Il rentra au pays en 1965 à la suite du coup de force du 19 juin. Après avoir occupé plusieurs fonctions au sein des ministères des Affaires étrangères et de l'Intérieur et de l'appareil du parti FLN, et à la suite de l'ouverture du champ politique, il crée en 1989 son parti politique: le Parti de l'Union Populaire.
Ce parti fut par la suite dissout en raison des positions tranchantes et radicales de son président. Ses deux organes de presse (Es-Ssabil et El Massira) furent aussi interdits de publication. Habibi envisagea également la création d'un parti sous une autre appellation, l'ANC (Algerian National Congress), mais celui-ci ne vit jamais le jour en raison des contraintes de l'administration.
Habibi se signala de façon spectaculaire en 1991 lorsqu'il alla à contre-courant des positions de toute la classe politique algérienne, en condamnant l'invasion du Koweït par Saddam Hussein et en apportant son soutien au Roi Fahd d'Arabie Saoudite. Cette attitude lui valut beaucoup de sympathie auprès des monarchies du Golfe et de certaines chancelleries étrangères.
Lorsque l'Algérie entra dans sa phase de turbulences en 1991, il prôna le dialogue, condamna la violence de tous bords, et appela à une réconciliation en rencontrant plusieurs opposants au régime et en organisant des rencontres entre différents acteurs politiques.
Membre du Conseil National de Transition en 1994 et du Madjliss Ech-Choura maghrébin (dont il démissionna ensuite), il se lança durant la décennie 90 dans une guerre larvée contre ce qu'on nommait la mafia politico-financière. Nommé par le Président Bouteflika comme membre du Conseil de la nation en 2001, il fut élu Président du Groupe Présidentiel, mais en démissionna en raison de divergences avec le pouvoir algérien. Il a fait face à des compagnes de harcèlements médiatiques, il n'a jamais cessé de dénoncer les agissements et dépassements de responsables locaux.
Il succombe à une crise cardiaque, le 28 décembre 2011, à Oran, et repose désormais au cimetière de Sidi Daho (Mascara).